# Liste des places de Varsovie
Cet article recense les places de Varsovie, en Pologne.

## Liste

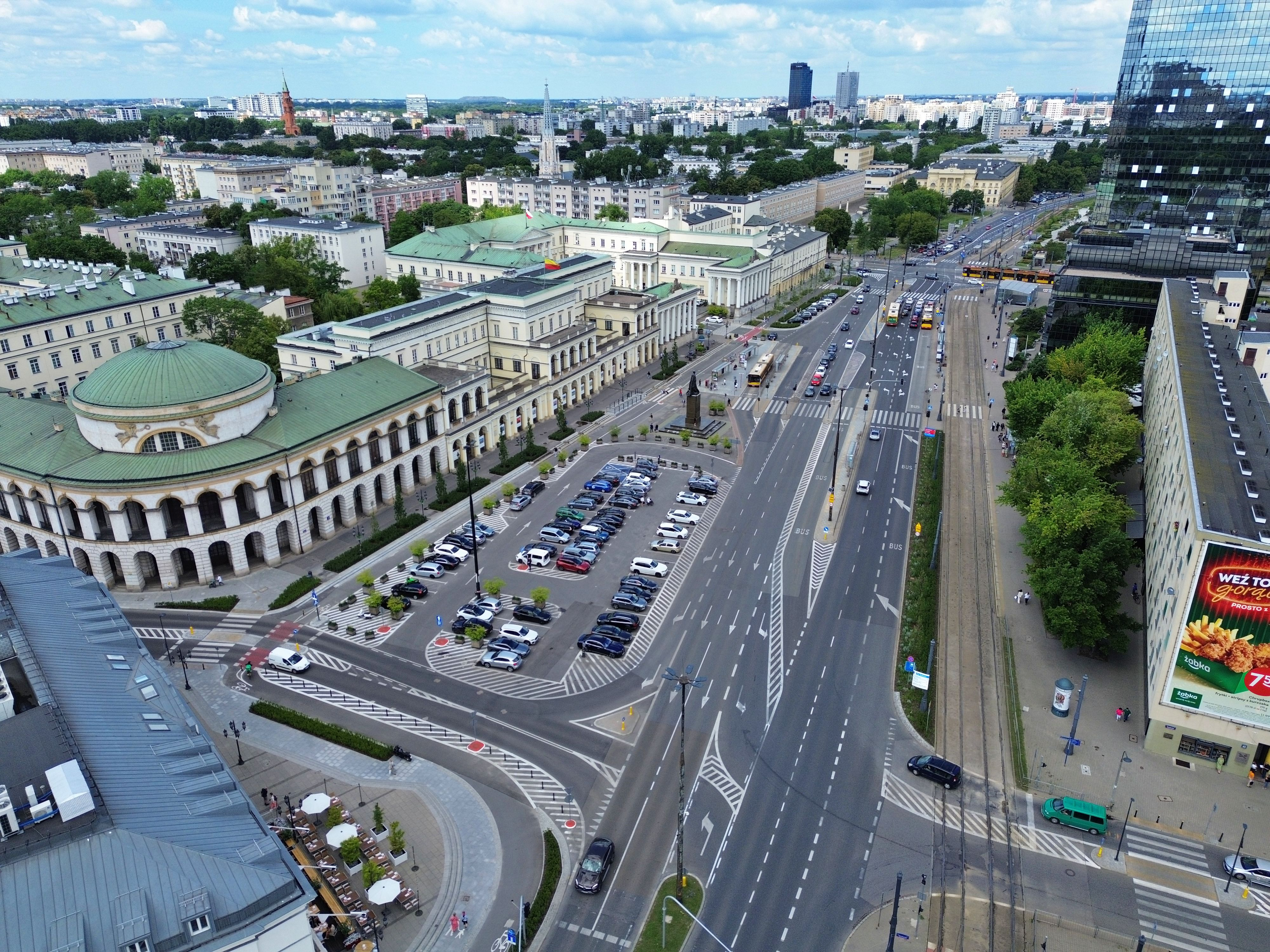
Plac Bankowy.

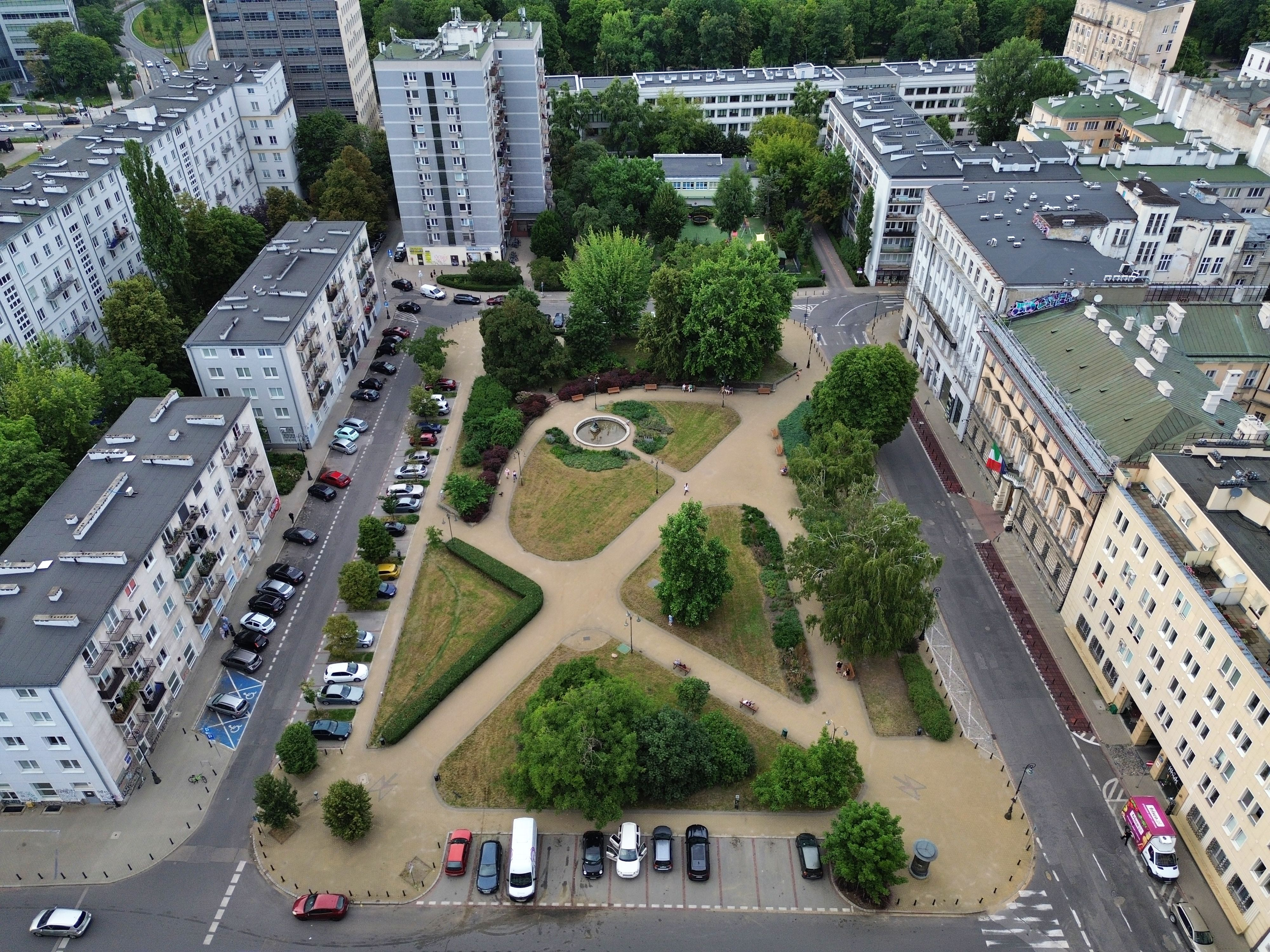
Plac Dąbrowskiego.

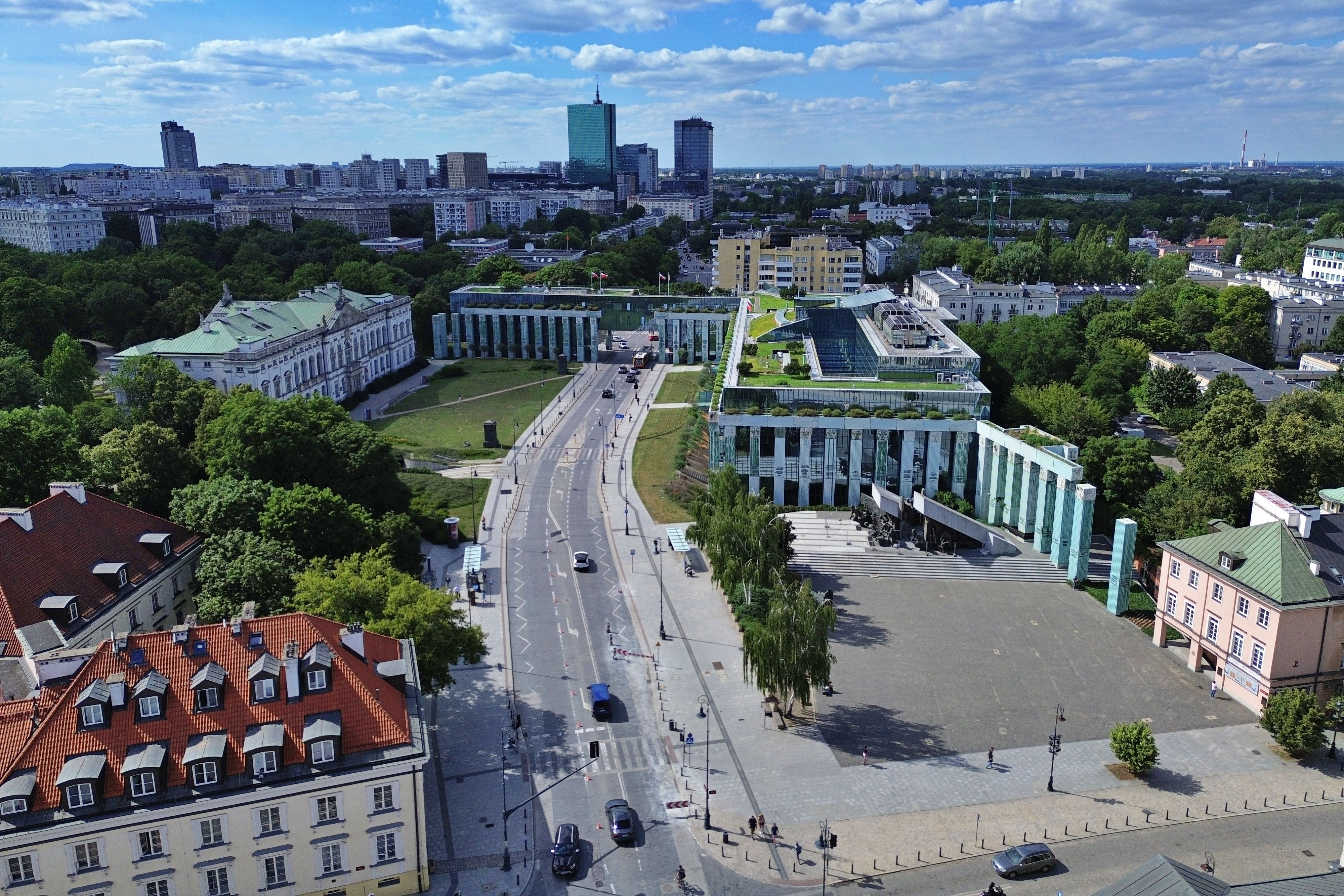
Plac Krasińskich.

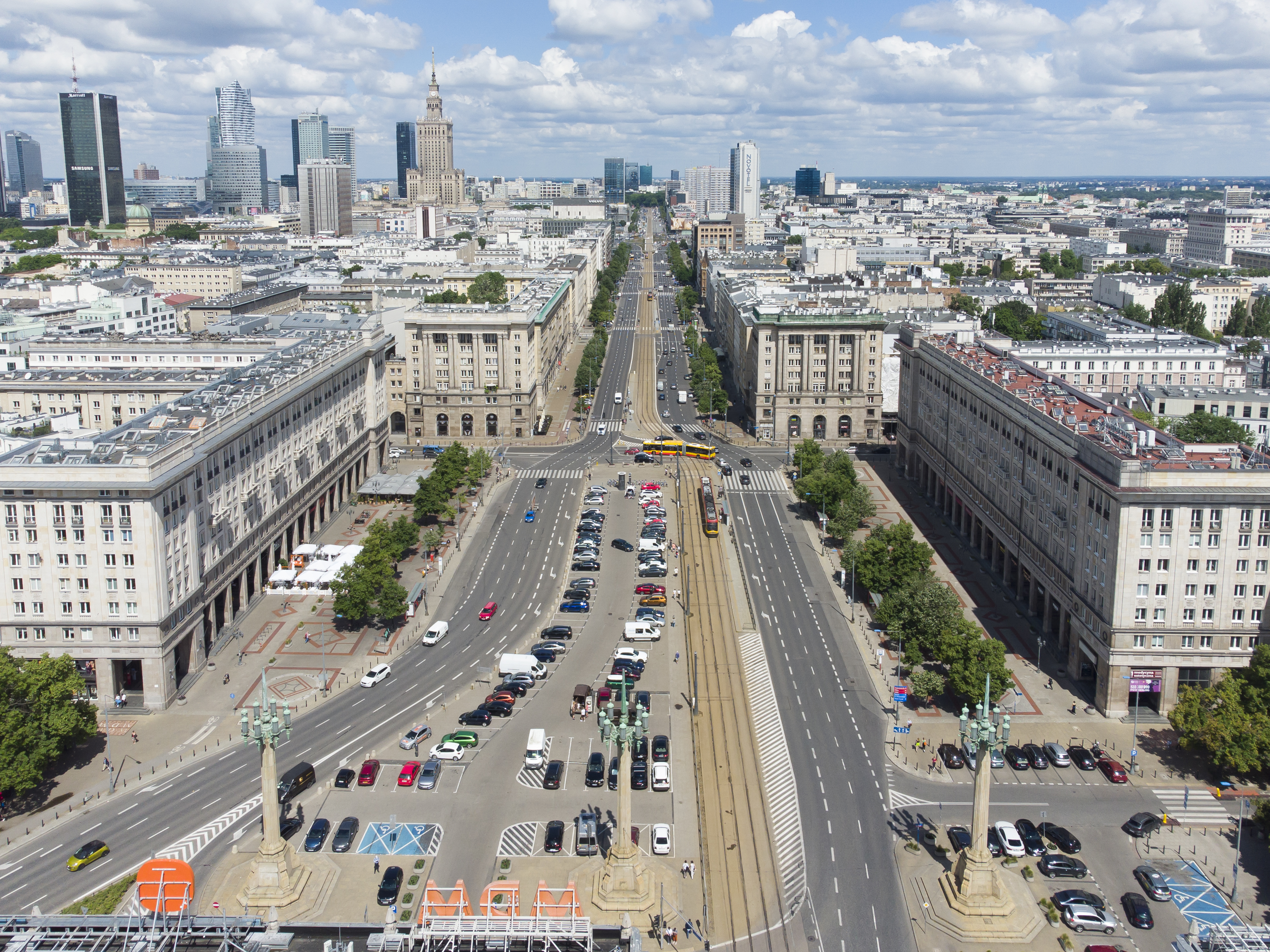
Plac Konstytucji.

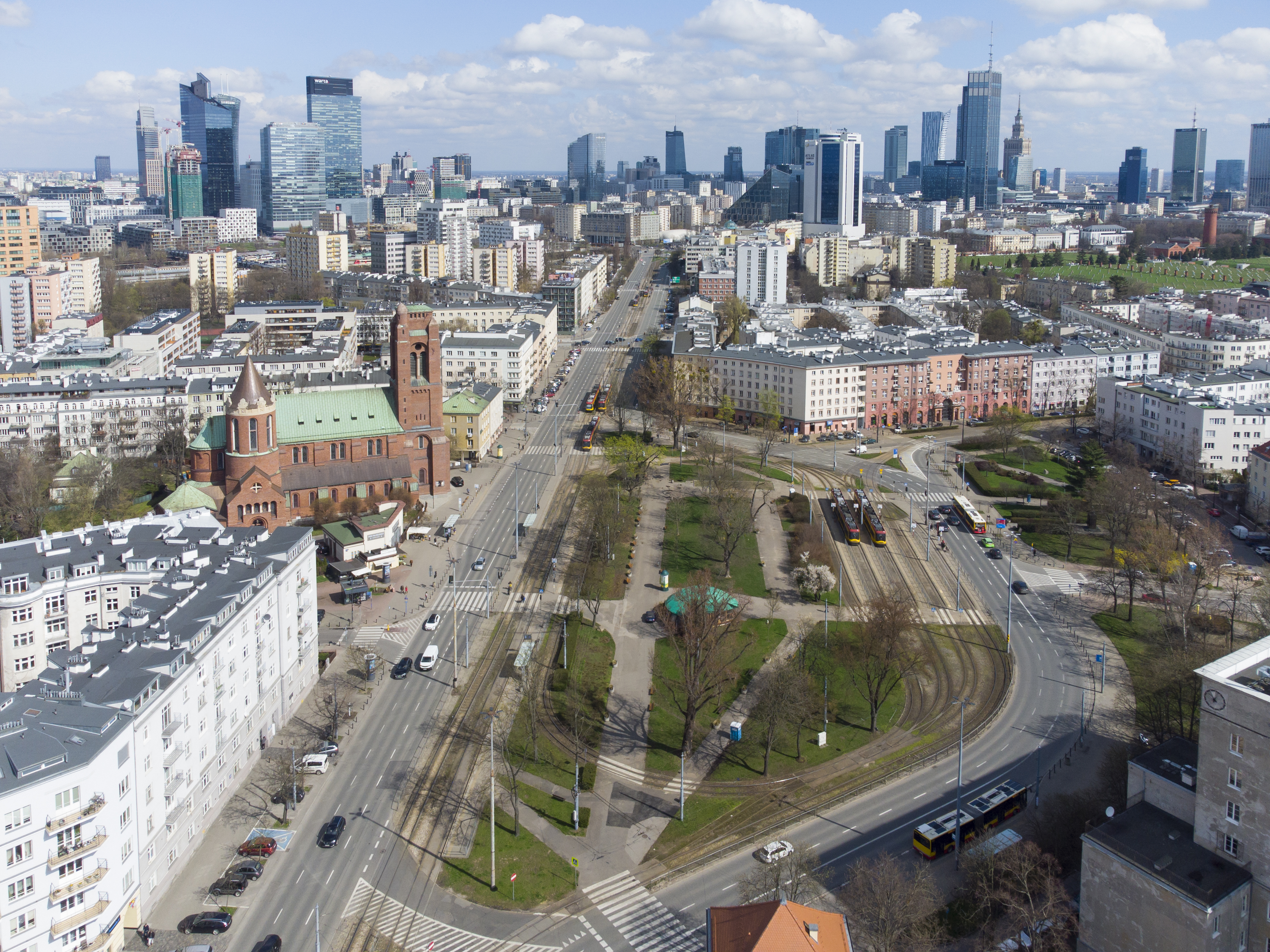
Plac Gabriela Narutowicza.

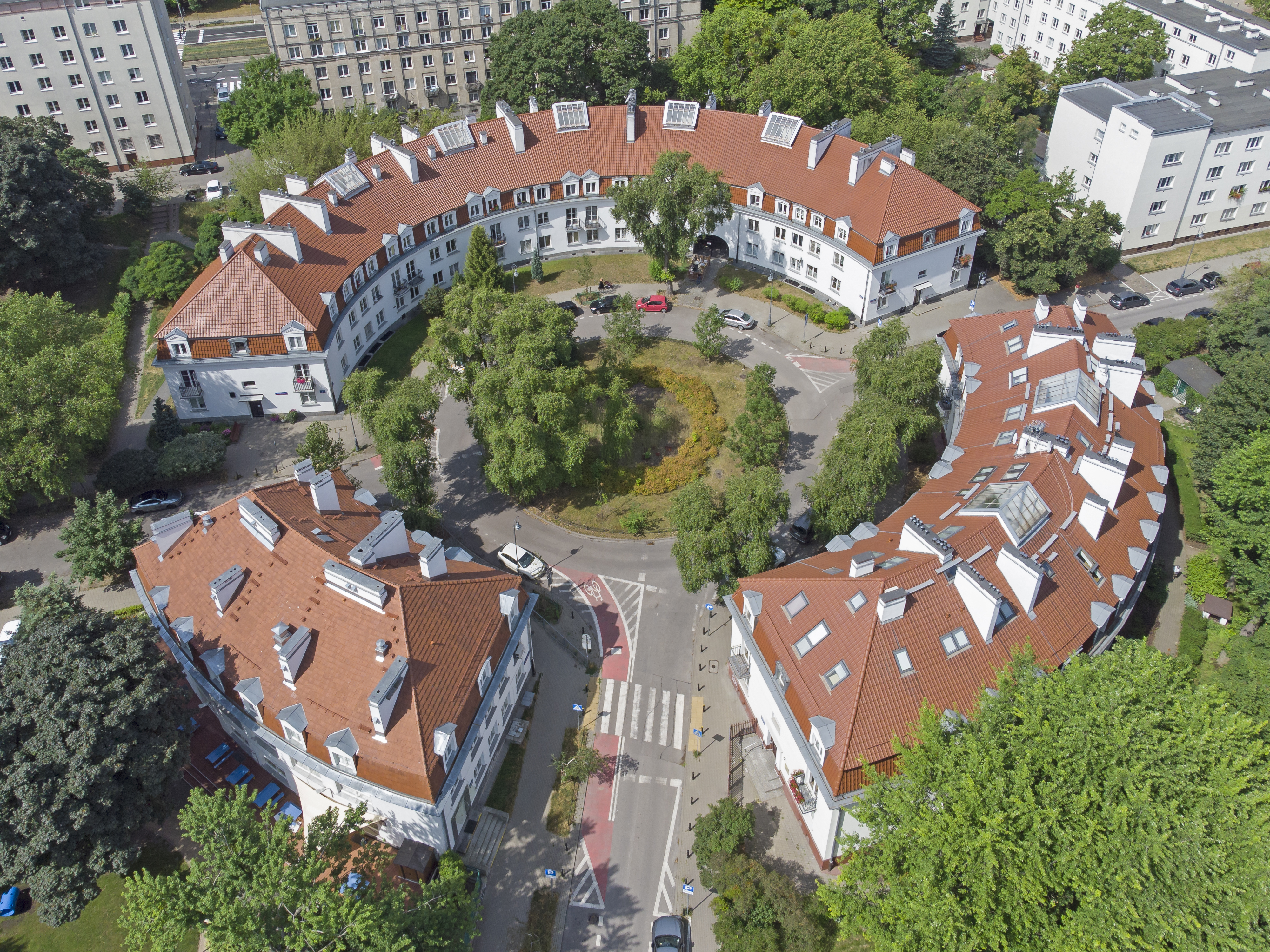
Plac Henkla.

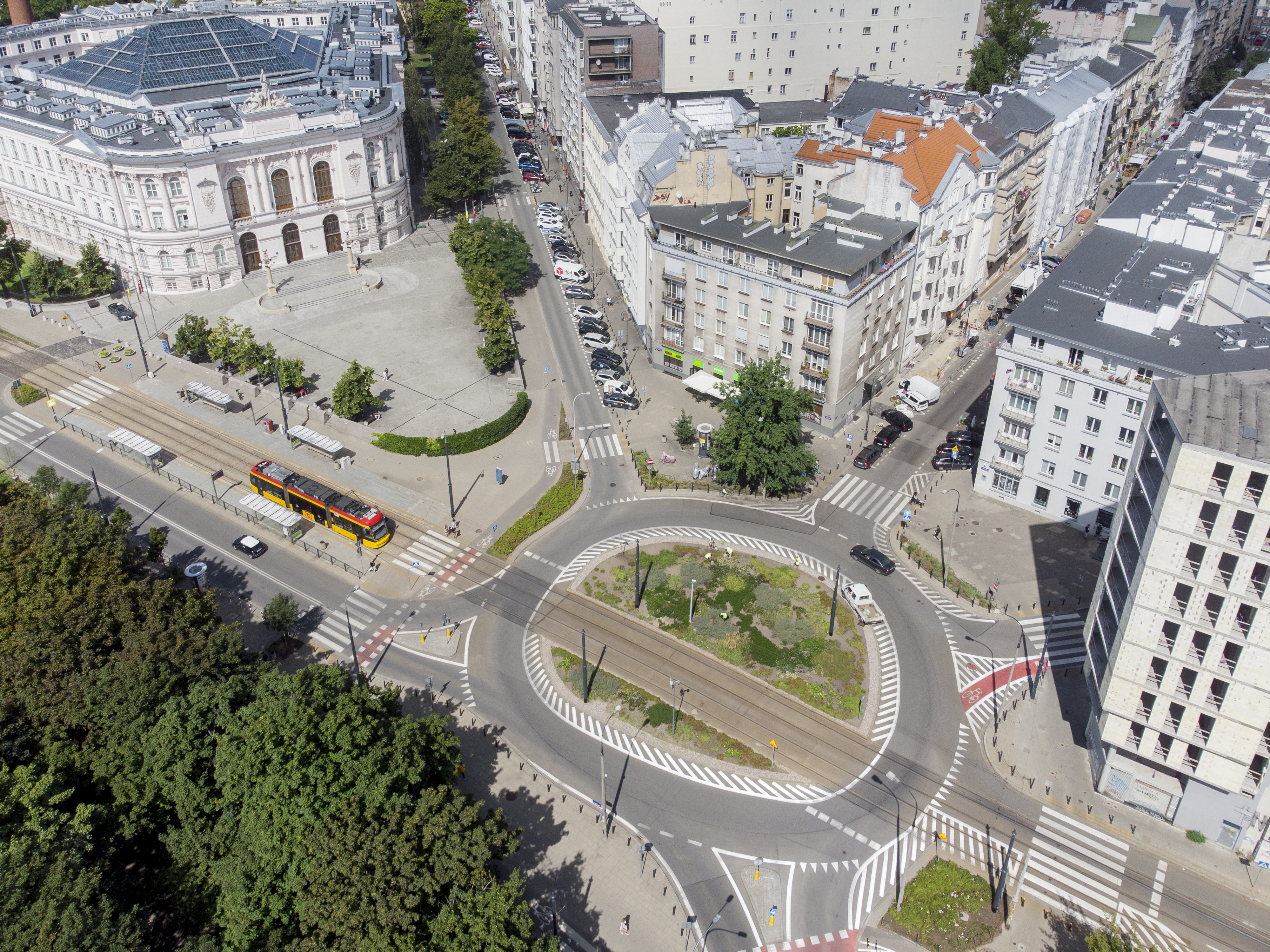
Plac Politechniki.

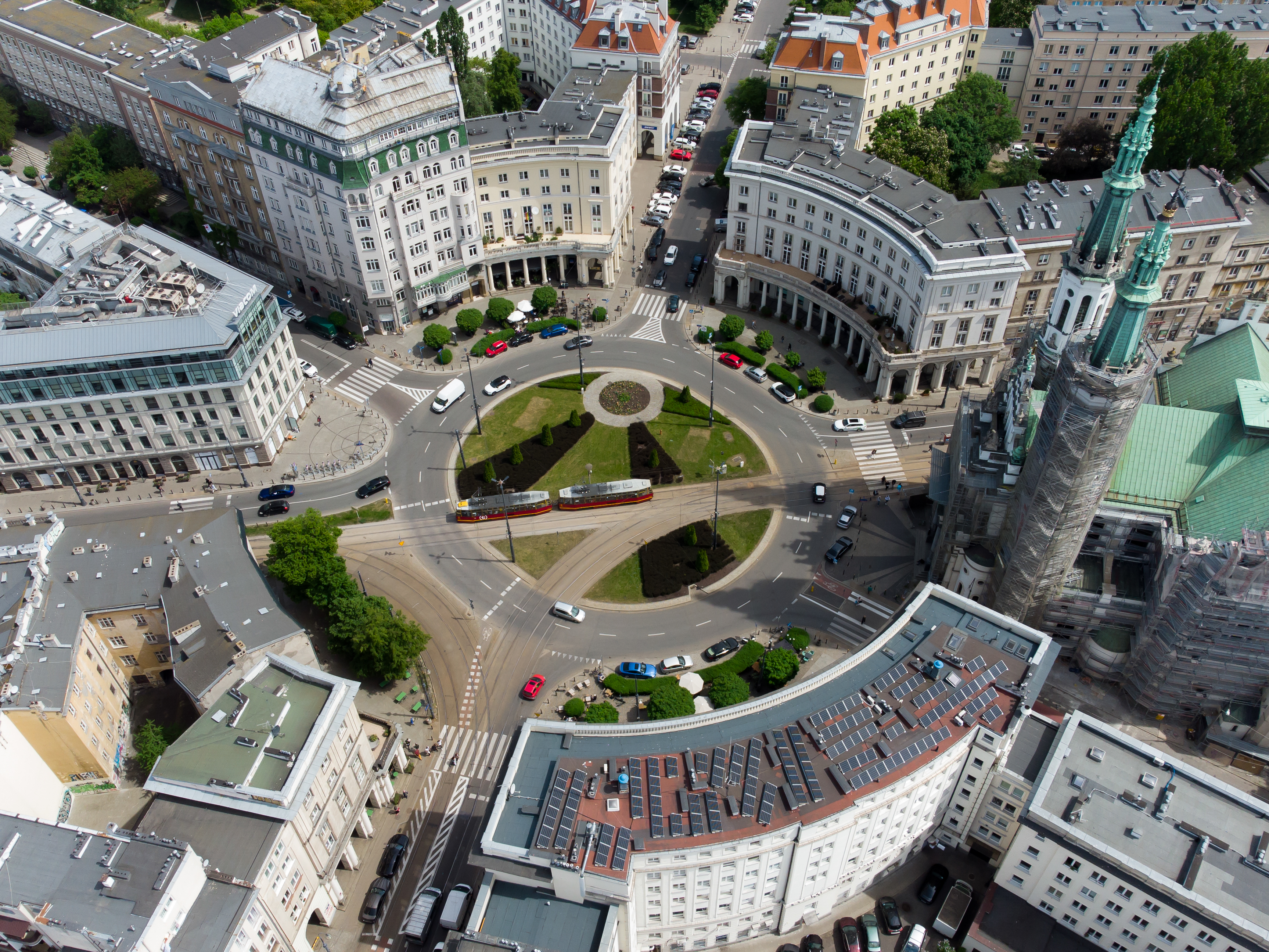
Plac Zbawiciela.

| Place                           | En français                           | Quartier       |
| ------------------------------- | ------------------------------------- | -------------- |
| Plac 1831 Roku                  | Place de 1831                         | Praga-Południe |
| Plac 1905 Roku                  | Place de 1905                         | Ursus          |
| Plac Artura Zawiszy             | Place Artur-Zawisza                   | Ochota         |
| Plac Bankowy                    | Place de la Banque                    | Śródmieście    |
| Plac Bernardyński               | Place Bernardyński                    | Mokotów        |
| Plac Bociani Zakątek            | Place Coin des Cigognes               | Białołęka      |
| Plac Bohaterów Getta            | Place des Héros du Ghetto             | Śródmieście    |
| Plac Czerwca 1976 Roku          | Place de Juin 1976                    | Ursus          |
| Plac Dąbrowskiego               | Place Jean-Henri-Dombrowski           | Śródmieście    |
| Plac Defilad                    | Place des Défilés                     | Śródmieście    |
| Plac Europejski                 | Place Europejski                      | Wola           |
| Plac Ferenca Keresztes-Fischera | Place Ferenc-Keresztes-Fischer        | Ursynów        |
| Plac Gabriela Narutowicza       | Place Gabriel-Narutowicz              | Ochota         |
| Plac Gen. Józefa Hallera        | Place Józef-Haller                    | Praga-Północ   |
| Plac Grunwaldzki                | Place de Grunwald                     | Żoliborz       |
| Plac Grzybowski                 | Place Grzybowski                      | Śródmieście    |
| Plac Gwardii                    | Place de la Garde                     | Żoliborz       |
| Plac Henkla                     | Place Dionizy-Henkiel                 | Żoliborz       |
| Plac Inwalidów                  | Place des Invalides                   | Żoliborz       |
| Plac Kasztelański               | Place Kasztelański                    | Bemowo         |
| Plac Konesera                   | Place Koneser                         | Praga-Północ   |
| Plac Konfederacji               | Place de la Confédération             | Bielany        |
| Plac Konstytucji                | Place de la Constitution              | Śródmieście    |
| Plac Krasińskich                | Place de Krasiński                    | Śródmieście    |
| Plac Kuronia                    | Place Jacek-Kuroń                     | Żoliborz       |
| Plac Lelewela                   | Place Lelewel                         | Żoliborz       |
| Plac Małachowskiego             | Place Stanisław-Małachowski           | Śródmieście    |
| Plac Mirowski                   | Place Mirowski                        | Śródmieście    |
| Plac Młynarskiego               | Place Emil-Młynarski                  | Śródmieście    |
| Plac Na Rozdrożu                | Place du Carrefour                    | Śródmieście    |
| Plac Niemena                    | Place Czesław-Niemen                  | Żoliborz       |
| Plac Opolski                    | Place Opole                           | Wola           |
| Plac Osterwy                    | Place Juliusz-Osterwa                 | Śródmieście    |
| Plac Ostrej Bramy               | Place Ostra Brama                     | Targówek       |
| Plac Pięciu Rogów               | Place des Cinq-Coins                  | Śródmieście    |
| Plac Piłsudskiego               | Place du Maréchal-Józef-Piłsudski     | Śródmieście    |
| Plac Piotra Szembeka            | Place Piotr-Szembek                   | Praga-Południe |
| Plac Pole Elekcyjne             | Place Pole Elekcyjne                  | Wola           |
| Plac Politechniki               | Place Polytechnique                   | Śródmieście    |
| Plac Powst. Warszawy            | Place des Insurgés-de-Varsovie        | Śródmieście    |
| Plac Przymierza                 | Place de l'Alliance                   | Praga-Południe |
| Plac Ratuszowy                  | Place de la Mairie                    | Targówek       |
| Plac Rembowskiego               | Place Aleksander-Rembowski            | Mokotów        |
| Plac Słoneczny                  | Place Ensoleillée                     | Żoliborz       |
| Plac Sokratesa Starynkiewicza   | Place Socrate-Starynkiewicz           | Ochota         |
| Plac Światowida                 | Place Światowid                       | Białołęka      |
| Plac Tadeusza Kotarbińskiego    | Place Tadeusz-Kotarbiński             | Praga-Południe |
| Plac Teatralny                  | Place du Théâtre                      | Śródmieście    |
| Plac Trynopolski                | Place de Trinopol                     | Targówek       |
| Plac Trzech Krzyży              | Place des Trois-Croix                 | Śródmieście    |
| Plac Unicef                     | Place de l'Unicef                     | Wawer          |
| Plac Unii Lubelskiej            | Place de l'Union-de-Lublin            | Śródmieście    |
| Plac Weteranów 1863 Roku        | Place des Anciens Combattants en 1863 | Praga-Północ   |
| Plac Wileński                   | Place de Vilnius                      | Praga-Północ   |
| Plac Wilsona                    | Place Thomas-Woodrow-Wilson           | Żoliborz       |
| Plac Wojska Polskiego           | Place de l'Armée Polonaise            | Wesoła         |
| Plac Wolności                   | Place de la Liberté                   | Włochy         |
| Plac Zamkowy                    | Place du Château                      | Śródmieście    |
| Plac Zbawiciela                 | Place du Sauveur                      | Śródmieście    |
| Plac Żelaznej Bramy             | Place de la Porte-de-Fer              | Śródmieście    |